# 皮丘
皮丘（香港舊譯：比超）是精靈寶可夢系列登場的1025種虛構角色（怪獸）中的一種。

## 特徵
皮丘為電屬性小鼠寶可夢，有著可愛的外型，使用電屬性招式時會受到自己的驚嚇。

## 漫畫中的皮丘

### 神奇寶貝特別篇中的皮丘
在綠寶石篇時，和父母－－皮卡、丘丘同時學會伏特攻擊（ボルテッカー）

## 遊戲中的皮丘
豐緣圖鑑編號為155，全國圖鑑編號為172，最早出現於精靈寶可夢金、銀版，可以經由親密度進化為皮卡丘，皮丘的另一項特別之處在於遊戲中最強電屬性招式伏特攻擊（ボルテッカー），必須由攜帶電氣球的皮卡丘或雷丘經由遺傳的方式習得，除此之外，沒有其他方式可以獲得此招式。

在2009年，需要有09年劇場版阿爾宙斯 超克の時空へ的預售票可獲得一隻色違皮丘。

該皮丘的資料欄中，持有者是しょこたん，等級為30，會使用伏特攻擊（ボルテッカー）。

之後再將牠傳到《心金.魂銀版》的話 將可在桐樹林中遇見於電影版中出現的「刺刺耳皮丘」（ギザみみピチュー）

## 评价
- . GameSpot. 2000-10-14  [2011-04-05]. （原始内容存档于2009-02-13）.
- . UGO.com. 2008-02-12  [2011-04-05]. （原始内容存档于2011-06-15）.
- . Destructoid.   [October 18, 2011]. （原始内容存档于2014-05-19）.
- . Gameboy.ign.com.   [October 18, 2011]. （原始内容存档于2007-11-24）.
- . Faqs.ign.com.   [October 18, 2011]. （原始内容存档于2012-10-09）.
- . Faqs.ign.com.   [October 18, 2011]. （原始内容存档于2012-10-07）.
- Kristine Steimer. . Ds.ign.com.   [October 18, 2011]. （原始内容存档于2012-02-08）.